# Uzès
Uzès [yzɛs] (okzitanisch Usès) ist eine Kleinstadt und eine Gemeinde mit 8.360 Einwohnern (Stand 1. Januar 2022) im südfranzösischen Département Gard in der Region Okzitanien. Uzès gehörte zur historischen Region Septimanien.

## Lage
Uzès liegt auf einem ca. 145 m hohen Kalksteinplateau in einem Dreieck, das von den Städten Alès (32 km nordwestlich), Avignon (40 km östlich) und Nîmes (25 km südlich) gebildet wird. Durch das Gemeindegebiet fließt der Alzon. Das Klima ist gemäßigt warm; Regen fällt übers ganze Jahr verteilt.

## Bevölkerungsentwicklung
| Jahr      | 1800 | 1851 | 1901 | 1954 | 1999 | 2017 |
| --------- | ---- | ---- | ---- | ---- | ---- | ---- |
| Einwohner | 6350 | 6934 | 4889 | 5222 | 8007 | 8454 |

Der langsame aber stetige Bevölkerungsrückgang in der zweiten Hälfte des 19. Jahrhunderts ist auf die Reblauskrise im Weinbau und die zunehmende Mechanisierung der Landwirtschaft zurückzuführen. Im 20. Jahrhundert setzte ein allmähliches Wachstum ein.

## Wirtschaft
Das Umland von Uzès war und ist in hohem Maße landwirtschaftlich geprägt, wobei der Weinbau wieder eine wichtige Rolle spielt. In der Kleinstadt selbst entwickelten sich Handwerk, Handel, Gewerbe und der Dienstleistungssektor. Im 17. und 18. Jahrhundert erlebte die Stadt mit der Herstellung feiner Stoffe eine wirtschaftliche Blüte. Der deutsche Süßwarenhersteller HARIBO hat hier seit 1987 eine Niederlassung.

## Geschichte

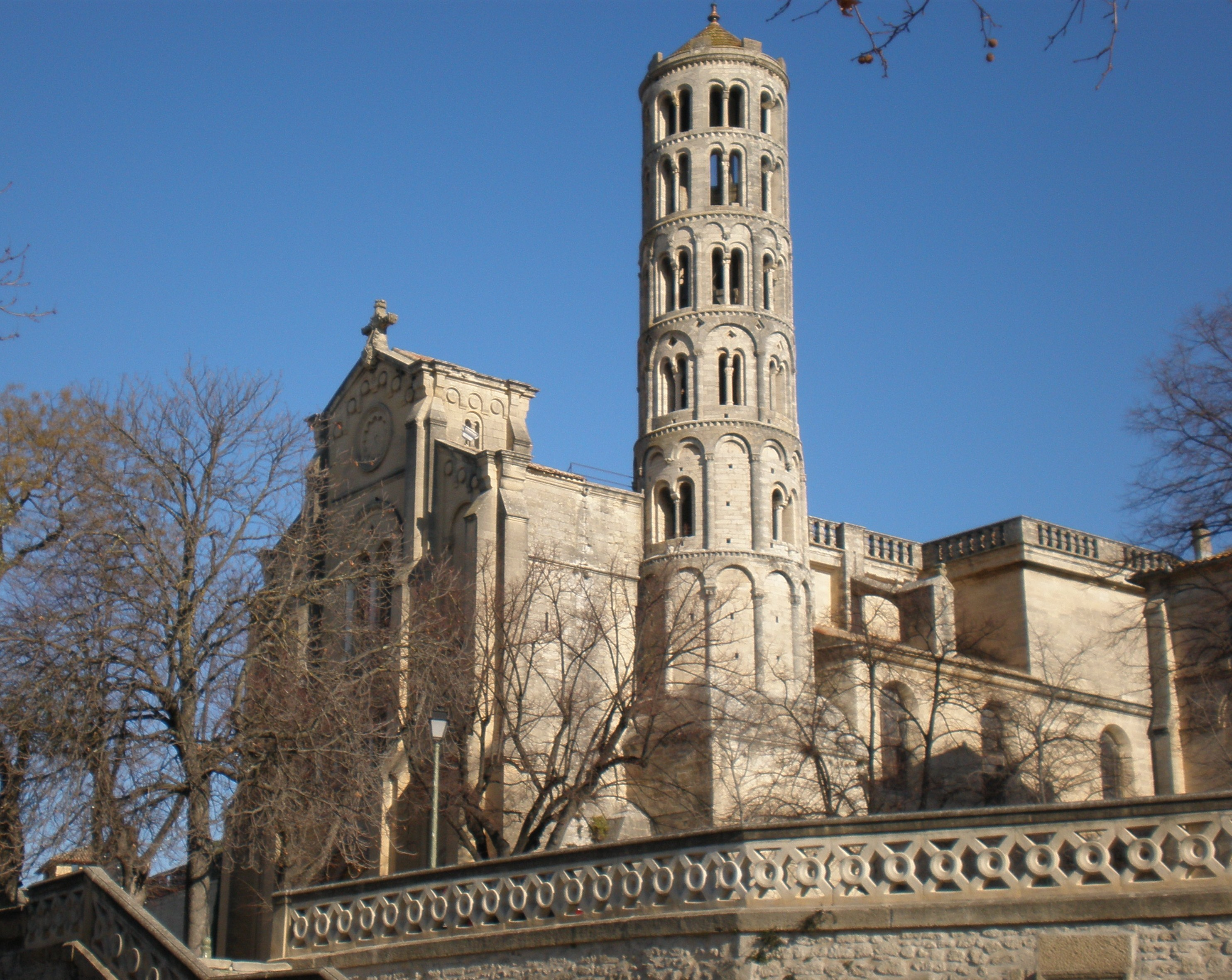
Ehemalige Kathedrale Saint-Théodorit

Bereits in keltischer Zeit stand hier ein Oppidum mit latinisiertem Namen Ucetia, doch entwickelte sich der Ort erst nach der römischen Eroberung Südgalliens sowie während und nach der Pax Augusta. Im 4. oder 5. Jahrhundert wurde Uzès Bischofssitz und blieb dies – trotz der Völkerwanderungszeit, der Albigenserkriege, der Pest, der Hugenottenkriege und anderer Unbillen – bis zur Französischen Revolution.
Urkunden über den Ort und das Bistum konzentrieren sich auf die zweite Hälfte des 9. Jahrhunderts: 860 unterzeichnete Karl der Kahle in „Hucecie“ zwei Urkunden für den Bischof von Orange. 878 berichtete Papst Johannes VIII. von einem Archidiakon der Uzeticensis ecclesiae. Im gleichen Jahr weilte der Bischof von Uzès auf einer Generalsynode in Troyes und 879 nahm er an der Königswahl Bosos in Mantaille teil. 896 gab Ludwig der Blinde dem Bistum Ucetia einige Kirchen des Umlandes zurück.
Während des Zweiten Weltkriegs war das nahegelegene Château des Fouzes (deutsch: Schloss Fouzes) Standort der geheimen alliierten Entzifferungsstelle „Cadix“.

## Sehenswürdigkeiten

Kirche Saint-Étienne

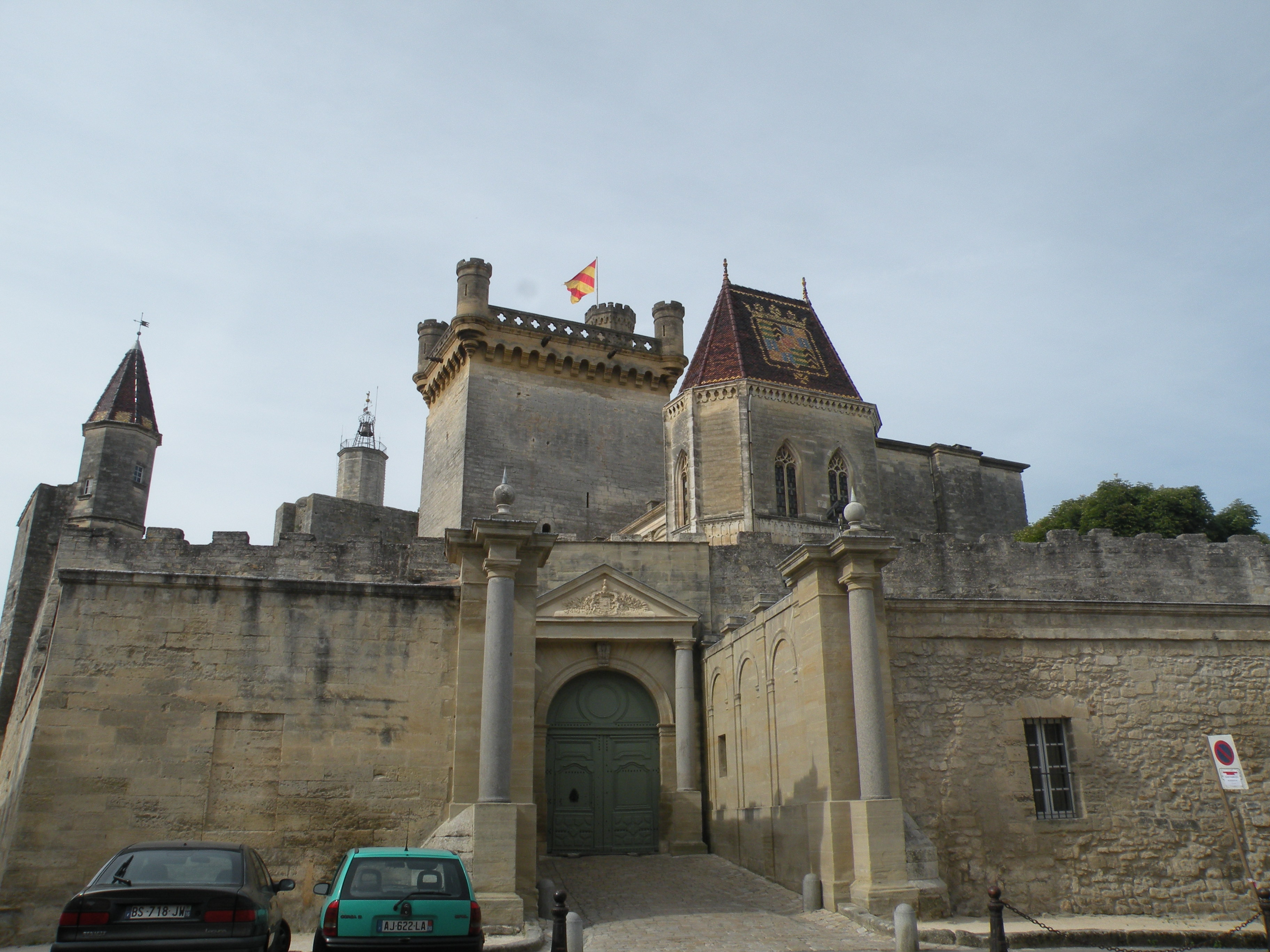
Herzogspalast (Le Duché)

Zahlreiche Bauten der Stadt sind als Monuments historiques anerkannt:
- Ehemalige Kathedrale Saint-Théodorit mit dem bemerkenswerten Tour Fenestrelle genannten Turm
- Herzogspalast (Le Duché)
- Barocke Kirche Saint-Étienne (1767–1775)
- Kirchenruine Saint-Géniès
- Temple protestant im früheren Franziskanerkloster
- Rathaus (Hôtel de Ville) (1767–1773) mit Innenhof
- Bischofspalast (Palais épiscopal)
- Zahlreiche Stadtpaläste mit schönen Portalen oder Treppentürmen
- Haribo-Museum (Musée du bonbon)

## Städtepartnerschaften
Uzès ist Partnerstadt von Schriesheim (Baden-Württemberg) und von Paczków (Polen).

## Persönlichkeiten

### Söhne und Töchter der Stadt
- Bernard Plantevelue (841–um 886), Markgraf von Gothien, Graf von Autun, Auvergne, Lyon, Toulouse, Rodez, Mâcon und im Berry
- Nicolas Froment (um 1435–1484/1485), französischer Maler (zweifelhaft)
- Jean Mercier (1510–1570), protestantischer Theologe, Bibelphilologe, Hebraist und Aramaist
- Moyse Charas (1619–1698), Apotheker und Arzt
- Paul de Froment (1664–1737), preußischer Oberst und Gouverneur des Fürstentums Neuenburg
- Pierre Coste (1668–1747), Theologe, Buchdrucker und Übersetzer
- Firmin Abauzit (1679–1767), Gelehrter (Naturwissenschaften, Geschichte, Theologie und Philosophie)
- Alexandre Roussel (1701/1702–1728), hugenottischer Prediger, evangelischer Märtyrer
- Jean-Henri Voulland (1751–1801), Politiker während der Französischen Revolution
- François-Paul Brueys d’Aigalliers (1753–1798), Admiral
- Hippolyte Colet (1808–1853), Komponist, Musikpädagoge und -theoretiker
- Ferdinand Roybet (1840–1920), Maler
- Charles Gide (1847–1932), Nationalökonom und Genossenschaftsexperte
- Maurice Agulhon (1926–2014), Historiker
- Roland Bervillé (* 1966), Automobilrennfahrer

### Personen, die vor Ort wirken oder gewirkt haben
- Peter Kurzeck (1943–2013), deutscher Schriftsteller, lebte seit 1993 in Uzès
- Jean Racine (1639–1699), einer der bedeutendsten Autoren der französischen Klassik, lebte in Uzès von 1661 und 1662. Am „Pavillon Racine“ auf der Promenade des Marronniers erinnert eine Plakette an seinen Aufenthalt.
- Jean-Louis Trintignant (1930–2022), lebte viele Jahre in Uzès, ein Gymnasium wurde nach ihm benannt

### Weitere Persönlichkeiten
- Firminus von Uzès, (um 480–553), Bischof und Heiliger
- Ferreolus von Uzès, (um 520–581), Bischof und Heiliger